# Combat d'Abeïbara (2015)
Pour les articles homonymes, voir Combat d'Abeïbara.
Guerre du Mali
Batailles
Le combat d'Abeïbara se déroule pendant l'Opération Barkhane, lors de la guerre du Mali. 

## Déroulement
La nuit du 30 au 31 janvier 2015, les Français surprennent un groupe de djihadistes près d'Abeïbara, à l'est de l'Adrar des Ifoghas. Les forces spéciales interviennent à la suite d'un renseignement d’opportunité. 
Selon le communiqué du ministère français de la Défense, une douzaine de « terroristes » sont « mis hors de combat » tandis que les troupes françaises ne déplorent aucune perte,,,. RFI indique que selon ses informations presque tout le groupe a été neutralisé, l'opération a fait douze morts et deux ou trois prisonniers du côté des djihadistes et des pick-up ont été détruits.